# Músculo cuadrado plantar
El músculo cuadrado plantar, también llamado flexor accesorio de los 4 dedos laterales, músculus quadratus plantae o carne cuadrada de Silvio, es un músculo del pie situado en la región plantar.

## Inserción
Está formado por dos vientres musculares separados entre sí por el gran ligamento plantar. Presenta su origen en la cara medial y borde lateral de la cara plantar del calcáneo, específicamente en su tuberosidad. 
La inserción de éste está en el borde posterolateral del tendón del músculo flexor largo de los dedos

## Inervación
Está inervado por el nervio plantar lateral que proviene de S2 y S3.

## Acción
La acción de este músculo es ayudar al músculo flexor largo de los dedos del pie a flexionar los 4 dedos laterales (del segundo al quinto dedo). También hace flexión plantar del pie.